# واتارو موروفوشي
واتارو موروفوشي هو لاعب كرة قدم من اليابان ولد ب13 يونيو 1995 يلعب حاليا في فريق يورك ناين في الدوري الكندي الممتاز.

## روابط خارجية
- واتارو موروفوشي على موقع دوري كوريا الجنوبية (الإنجليزية)
- واتارو موروفوشي على موقع قاعدة بيانات كرة القدم.إي يو (الإنجليزية)
- واتارو موروفوشي على موقع Soccerway.com (الإنجليزية)